# Українсько-німецькі відносини
Украї́нсько-німе́цькі відно́сини — міжнародні відносини України та Німеччини. Їхня історія сягає у глиб III ст., коли українські терени були об'єднані у складі першого Готського королівства, створеного германським народом готів. У Х ст. у Києві, в часи князювання Ольги, діяла німецька католицька місія на чолі із першим руським єпископом Адальбертом. Впродовж ХІ—ХІІІ київські князі підтримували тісні контакти і династичні союзи із германськими державами Європи. Руське королівство XIII—XIV ст. було союзником Тевтонського ордену, але виступало опонентом Священної Римської імперії участь у боротьбі за Австрію. Руські королі й князі сприяли німецькій колонізації, розвиваючи міста у своїх володіннях. Після поділу Русі між Литвою і Польщею в XIV ст. русини брали участь у війнах цих держав, зокрема проти Тевтонського ордену. У XV—XVI cт. між руськими і німецькими землями існував жвавий обіг товарів, людей та ідей. Під час Тридцятирічної війни (1618—1648) українці підтримували німецьку католицьку лігу і Священну Римську імперію, а також були союзниками Пруссії в ході Північної війни (1655—1660). Після російської анексії козацької України (1764) та Січі (1775) частина української еліти сподівалася відновити самостійність за підтримки Пруссії. В ході українських визвольних змагань 1917—1918 років Німецька імперія виступила союзником відновленої України. Трагічною сторінкою відносин стала Друга світова війна (1939—1945): українські землі були сплюндровані німецько-радянським протистоянням і втратою мільйонів людських життів. 26 грудня 1991 року Німеччина однією із перших визнала незалежність України і вже 17 січня 1992 року встановила з нею дипломатичні відносини. Обидві країни налагодили тісне співробітництво у різних сферах, яке особливо активізувалося після російської агресії 2014 року. Німеччина має посольство в Києві, консульства у Львові, Одесі, Харкові; Україна представлена посольством в Берліні, консульствами у Гамбурзі, Мюнхені та Франкфурті-на-Майні. Після повномаштабного вторгнення Росії в Україну відносини укріпилися і продовжують розвиватися.

## Історія

### За часів УНР та Української Держави

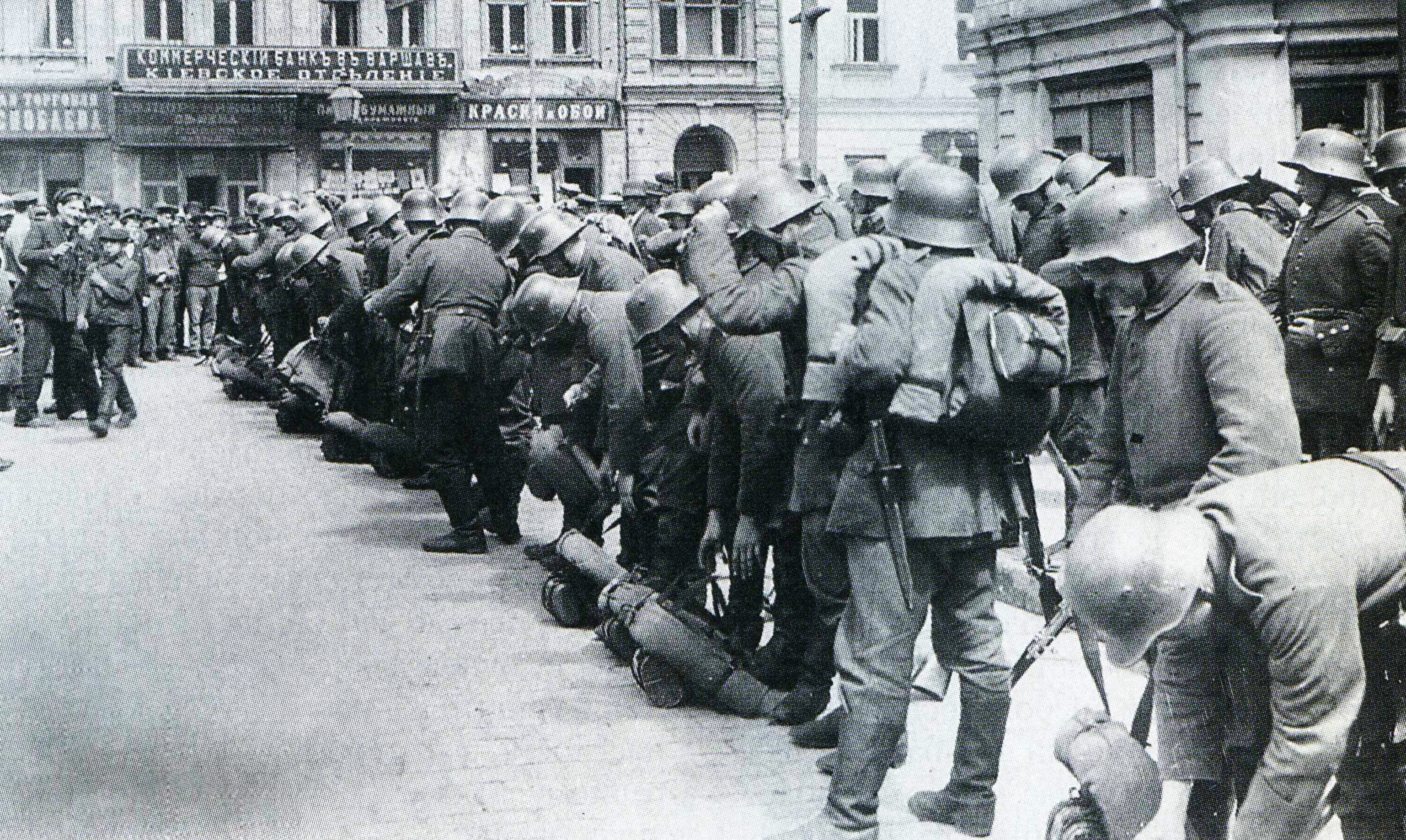
Німецькі війська у Києві. Березень 1918 року

Дипломатичні відносини між Німецькою імперією та Українською Народною Республікою були встановлені після підписання Берестейського миру від 9 лютого 1918 року, за яким Німеччина визнала УНР незалежною державою. У тому ж 1918 році відбувся обмін посольствами.
Відповідно до Військової конвенції від 18 лютого 1918 року 27 лютого 1918 року Німеччина ввела на територію УНР військовий корпус для допомоги в боротьбі з більшовиками (на початку перебування на території України загальна чисельність німецько-австро-угорського угруповання досягала 450 000 осіб, у кінці перебування — тільки німецьких військ на території України налічувалося 1 000 000 чоловік). З 6 квітня 1918 року німецьке військове керівництво почало втручатися у внутрішні справи УНР (без узгодження з українською владою були видані накази головнокомандувача німецькими військами генерал-фельдмаршала Германа фон Айхгорна від 6 квітня 1918 року у справі засіву полів і від 23 квітня 1918 року про введення в Україні німецьких військово-польових судів), а 29 квітня безпосередньо підтримало Гетьманський переворот, наслідком якого стало усунення Центральної Ради УНР і проголошення Української Держави на чолі з гетьманом Павлом Скоропадським. Німецькі війська були виведені з України після листопада 1918 року.
Відповідно до мирного договору від 9 лютого 1918 року і економічного договору від 23 квітня 1918 року Німеччина разом з Австро-Угорщиною зобов'язалася постачати УНР вугілля (Німеччина — 28 230 750 пудів), нафтопродукти, сільськогосподарські машини, обладнання, фармацевтичні та хімічні препарати, надати позику УНР в розмірі 1 000 000 карбованців (надалі вже Україна, за угодою від 15 травня 1918 року, надала позику Австро-Угорщини і Німеччини в розмірі 400 000 000 карбованців), натомість УНР зобов'язалася поставити 60 000 000 пудів хлібних злаків, 2 750 000 пудів великого рогатої худоби (у живій вазі), 400 000 000 штук яєць, 37 500 000 пудів залізної руди, спеціальні сорти дерева з розрахунку 300 вагонів на місяць, мідь, олово, цинк, бавовну, овчину, льон і т. д .; за угодою від 15 вересня 1918 року Німеччина разом з Австро-Угорщиною також ще зобов'язувалися поставляти Україні щомісяця 9 000 000 пудів вугілля, по 5 000 тонн нафти і нафтопродуктів, а також обіцяли задовольнити потребу України в сільськогосподарських машинах і техніці, обладнанні для цукрової, гірської, вугільної і металургійної промисловості, крім того Німеччина виділила кредит в 1 000 000 000 німецьких марок на відновлення народного господарства, а Україна, в свою чергу, зобов'язалася поставити Центральним державам 75 000 000 пудів хліба, 11 000 000 пудів живої ваги худоби, 300 000 голів овець, 400 000 пудів сала, 9 000 000 пудів цукру, інші сільськогосподарські продукти, марганцеву і залізну руду, дерево і т. д., відновити режим вільної торгівлі на внутрішньому ринку, відмовитися від застосування експортних мит, ввести тверді ціни на всі види продукції товарообміну, вільний транзит через свою територію і контроль Центральних держав над експортом зернових культур та сировини в Росію і нейтральні країни. Також вересневою угодою зазначалося, що до проведення грошової реформи в Україні усі поставки повинні були покриватися у російських рублях. Водночас Німеччина активно заважала налагодженню торговельних відносин України з Болгарією та Фінляндією.
Берестейський договір було денонсовано Версальським мирним договором, проте Німецька держава таємно продовжувала передавати УНР гривневу готівку, яка перебувала у неї на зберіганні (станом на травень 1919 року у Німеччині зберігалися надруковані банкноти загальним номіналом у 4 513 460 000 гривень та різні цінні папери), а також, з осені 1919 року, почала видачу сум з заблокованих українських урядових рахунків та перевезення їх, за допомогою німецької авіації, в Україну. Після підписання в 1922 році Рапалльського договору з РРФСР Німеччина припинила офіційні контакти з урядом УНР у вигнанні.
Посли України у Німеччині:

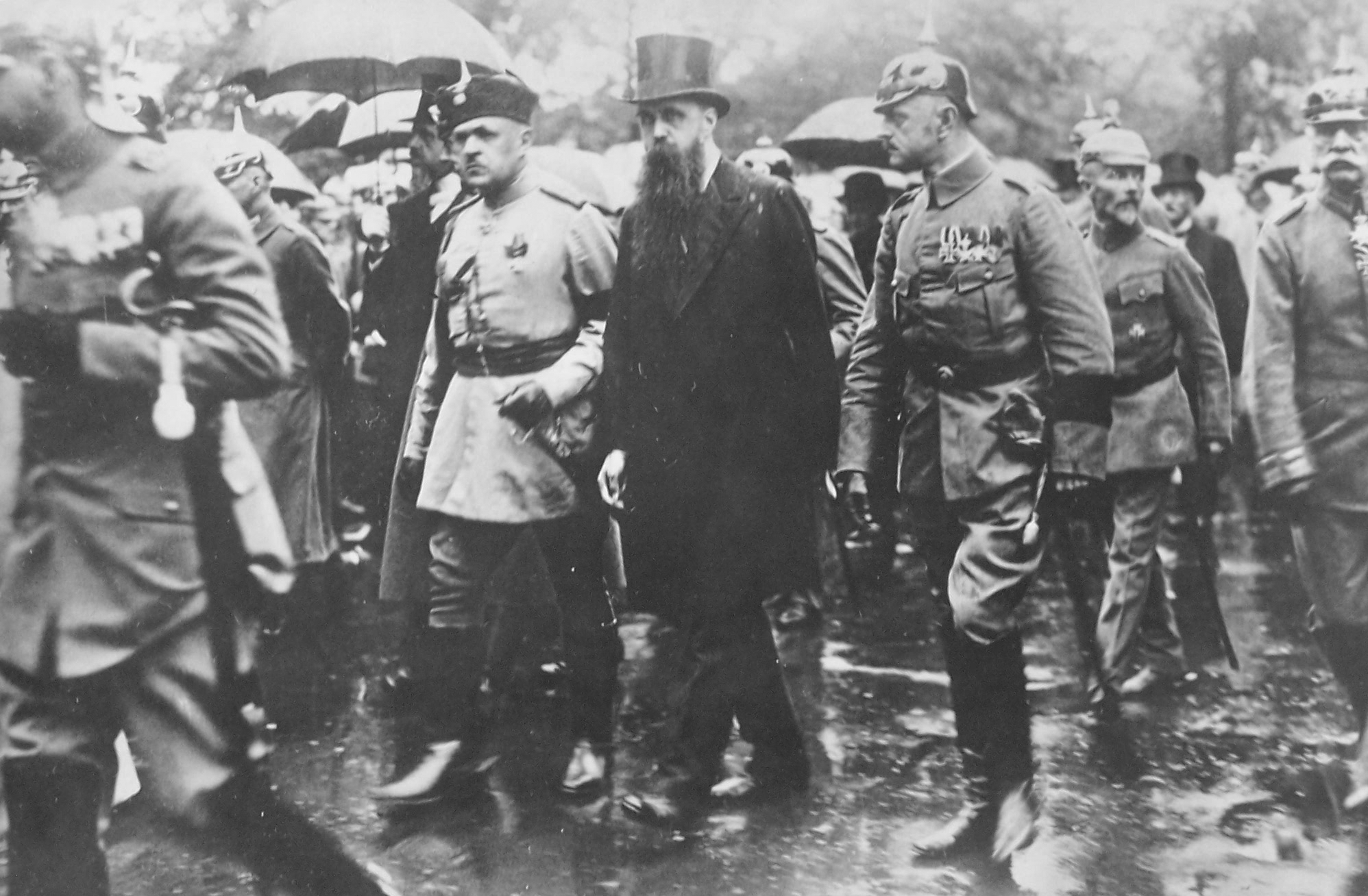
Посол України барон Штейнгель та турецький посол Ріфат Паша на похороні генерал-фельдмаршала Германа фон Айхгорна. Берлін, 6 серпня 1918 року

- Олександр Севрюк. Призначено 10 березня 1918 року[2][5];
- Барон Федір Штейнгель. Призначено у 1918 році[5];
- Микола Порш. Призначено у 1919 році[4];

Керуючі посольством України в Німеччині:
- Роман Смаль-Стоцький. Призначено у 1921 році[4][8].

Посли Німеччини в Україні:
- Альфонс Мумм фон Шварценштейн. Призначено у березні 1918 року[5][3];

Повірені у справах Німеччини в Україні:
- Йоханнес Граф фон Берхем. Призначено у 1918 році[7].

Міжурядові договори:
- Берестейський мирний договір від 9 лютого 1918 року[4];
- Військова конвенція від 18 лютого 1918 року[4];
- Економічний договір від 23 квітня 1918 року[4];
- Фінансовий договір від 15 травня 1918 року[2];
- Господарський договір від 18 вересня 1918 року[2];
- Договір щодо безперешкодної евакуації німецьких військ від 14 грудня 1918 року[7].

Офіційні ноти з боку України:
- Протест щодо намірів Центральних держав приєднати Холмщину, Підляшшя і окуповану ними частина Волині до Королівства Польського від 17 листопада 1917 року[6];
- Меморандум Міністерству закордонних справ Німеччини від 4 березня 1923 року[8].

### У радянський період

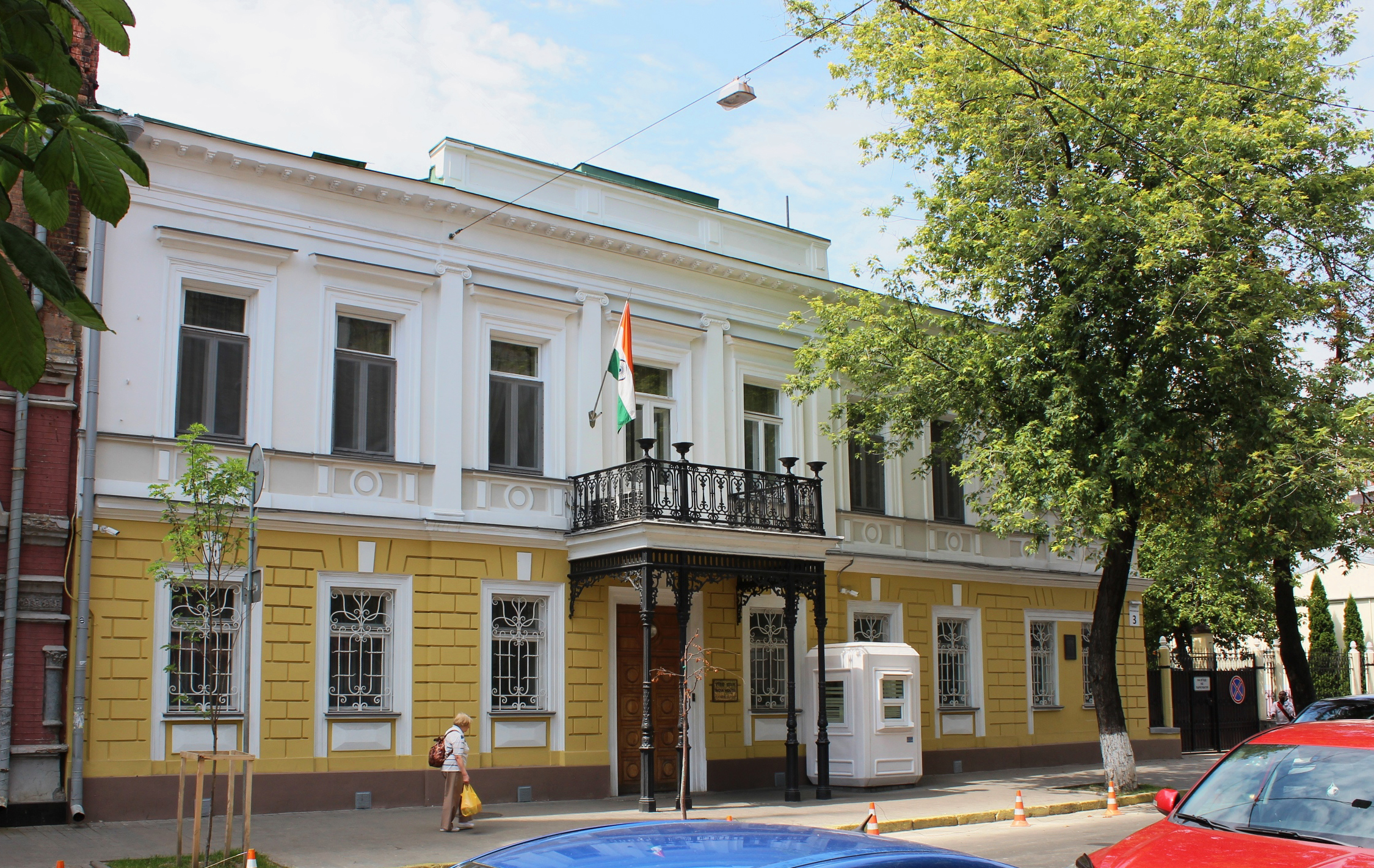
Будинок, у якому з 1917 по 1937 рік знаходилось консульство Німеччини у Києві. Україна, Київ, вул. Ярославів Вал, 3

Офіційні дипломатичні відносини між Німецькою державою та Українською Соціалістичною Радянською Республікою були встановлені після підписання Договору про поширення Рапалльського договору на союзні Російської РФСР республіки від 5 листопада 1922 року, за підсумками якого Німеччина визнала УСРР незалежною державою. Повноважне представництво УСРР у Німеччині було відкрито ще до підписання договору — у вересні 1921 року.
Основною проблемою у стосунках України та Німеччини того періоду стала вимога УСРР про виплату Німеччиною 400 000 000 марок позичених нею раніше у Української Держави. Німці оскаржували її, апелюючи до ліквідації взаємних фінансових претензій Рапалльським договором. У підсумку, на сторону німців встала РРФСР, яка дала різку відсіч вимогам українських дипломатів.
Після утворення СРСР окреме дипломатичне представництво УСРР було ліквідовано.
Повноважні представники УСРР у Німеччині:
- Володимир Ауссем. Призначено у вересні 1921 року[10];
- Михайло Левицький, за сумісництвом уповноважений УСРР у Болгарії у справах репатріації[12]. Призначено у листопаді 1922 року[11].

 Міжурядові договори: 
- Договір про поширення Рапалльського договору на союзні Російській РФСР республіки від 5 листопада 1922 року[9].

## Сучасний період

### Визнання Німеччиною державної незалежності України
У 1989 році Німеччина була першою західною державою, що відкрила своє генеральне консульство у Києві. Після проголошення незалежності України першим серед зарубіжних посадовців, які відвідали нашу державу, став тогочасний віце–канцлер, міністр закордонних справ ФРН Г.–Д.Ґеншер (жовтень 1991 р.). Німеччина однією з перших країн «Великої сімки» визнала незалежність України 26 грудня 1991 р. Вже 17 січня 1992 р. було встановлено дипломатичні відносини. Першим західним посольством в Україні також було посольство Німеччини.

### Політичний діалог
Німецько–українські взаємини не розвивалися інтенсивно. Певний час Німеччина разом з іншими країнами Заходу розглядала вирішення європейських проблем, а також формування відносин з СНД, в тому числі й з Україною, виключно у контексті взаємин з Російською Федерацією. Наприкінці 1992 — на початку 1993 рр. урядові кола ФРН остаточно визначилися щодо помилковості орієнтації на Росію і необхідності розглядати відносини з Україною як самостійний і окремий напрямок німецької зовнішньої політики‚ оскільки без суверенної України неможливо зберегти той статус–кво, який склався в Європі після об'єднання Німеччини, розвалу ОВД, а потім — й СРСР.
Врахування об'єктивного стану перехідного періоду і нових геополітичних реалій спонукало урядові кола обох держав до формування політико–правових засад двосторонніх відносин. У цей період розпочалося підписання широкого кола міждержавних угод. Зусилля обох сторін увінчалися офіційним візитом до Києва канцлера Г.Коля на чолі представницької делегації у червні 1993 року.
У ході візиту канцлера було підписано Спільну Декларацію про основи відносин між Україною і Федеративною Республікою Німеччиною та Договір про розвиток широкомасштабного співробітництва у сфері економіки, промисловості, науки і техніки . Вони створили політико–правову базу співробітництва обох країн.
У Спільній Декларації обидві сторони підкреслювали, що вони впевнені у необхідності будівництва нової, об'єднаної на основі спільних цінностей Європи і перетворення її на континент миру, безпеки і співробітництва. Дві країни виступили з твердими намірами будувати взаємовідносини на обов'язковій міжнародно–правовій основі, керуючись при цьому принципами рівності, недискримінації та взаємної вигоди.
У Договорі про розвиток широкомасштабного співробітництва вказувалося, що договірні сторони сприятимуть торгівлі та співробітництву між підприємствами й організаціями обох держав шляхом належних заходів на основі національних законодавств і згідно з міжнародними зобов'язаннями. Сторони зобов'язалися надавати гарантії для експортних кредитів на максимально сприятливих умовах, дотримуючись засад національного і міжнародного права.
Оцінюючи ці два документи, необхідно зазначити, що й дотепер ці дві угоди продовжують залишатися найважливішими договірно–правовими засадами німецько–українського співробітництва.
У вересні 1996 року Г.Коль вдруге відвідав Україну. Під час цього візиту між двома країнами було підписано Угоду про співпрацю у справах осіб німецького походження, які проживають в Україні, а також низку інших двосторонніх документів щодо проектів співпраці в економічній галузі. Візит пройшов під знаком примирення та розбудови взаєморозуміння обох народів. Згідно з двосторонньою домовленістю було відкрито солдатський цвинтар під Києвом, де перепоховані останки німецьких громадян, які загинули в Україні під час Другої світової війни.
У лютому 1998 року Україну з першим державним візитом відвідав федеральний президент ФРН Р.Герцог. Візит федерального президента, який відіграє представницьку роль у політичній системі ФРН, мав важливе символічне значення. Він продемонстрував, що Україна входить до кола тих партнерів ФРН ‚ з якими підтримуються стабільні зв'язки.
Німеччина найсуттєвішим чином підтримує співробітництво України з європейськими й атлантичними структурами. Вона брала активну участь у підготовці і підписанні Угоди про партнерство та співробітництво з ЄС 1994 року та Хартії про особливе партнерство із НАТО 1997 року. З травня 1998 р. відбуваються регулярні українсько–німецькі міжурядові консультації, які стали форумом для обміну думками з питань двосторонніх відносин і вирішення найважливіших проблем двостороннього співробітництва.
Головування Німеччини у першому півріччі 1999 року в ЄС, ЗЄС та «Великій сімці» створило нові можливості для поглиблення співробітництва, особливо з урахуванням динаміки європейських інтеграційних процесів. На початку липня 1999 року у Києві пройшли другі українсько–німецькі міжурядові консультації на найвищому рівні під головуванням Президента України Л.Кучми та Федерального канцлера Німеччини Ґ.Шрьодера. Хоча цей візит й не приніс підписання нових суттєвих угод між обома країнами і виявив розбіжності у поглядах обох урядів на проблему закриття Чорнобильської АЕС, він засвідчив єдність підходів обох сторін до проблеми співробітництва і безпеки в Європі та прагнення до подальшої розбудови відносин.
У липні 2000 року в Німеччині відбулися треті українсько–німецькі міжурядові консультації на найвищому рівні. Вони продемонстрували життєздатність і ефективний характер цієї форми міждержавного співробітництва.
Завдяки наполегливій праці урядів та дипломатій обох країн впродовж першого десятиріччя була закладена політико–правова база міждержавних відносин, яка налічує понад два десятки двосторонніх договорів та угод. Проте необхідно підкреслити, що до цих пір не укладено договору про основи двосторонніх відносин, як це було, наприклад, зроблено у відносинах ФРН із Польщею чи Росією. Українсько–німецькі відносини спираються на згадану нами Декларацію досить загального характеру.
Попри це можна констатувати‚ що відносини з Україною відіграють важливу роль у пріоритетах Німеччини на Сході. Як свідчить аналіз заяв німецьких державних діячів, німецькі урядові кола вважають, що необхідно, виходячи із зазначених вище стратегічних підходів, допомогти Україні у визначенні і зміцненні її геополітичного становища на двох рівнях‚ себто‚ через сприяння зближенню з ЄС і НАТО та через субрегіональне співробітництво‚ насамперед з центральноєвропейськими країнами. Програми типу Ініціатива «Карпатський Єврорегіон» розглядаються як важливі з точки зору можливості нового перерозподілу сил у Європі після розширення НАТО. З їхньою допомогою Україна швидше наближатиметься до ЄС і НАТО через міжрегіональну кооперацію. 

### Економічні відносини
У 2007 році Німеччина за обсягами торгівлі — 7, 42 млрд євро — була для України другим за важливістю торговельним партнером після Росії (зростання на 18,9 % проти 2006 року). У сфері прямих інвестицій Федеративна Республіка Німеччина посідає друге місце (загальні обсяги інвестування у 2007 році: 5,92 млрд дол. США).
Наразі в Україні представлені понад 1000 німецьких фірм. Їхні інтереси окрім Посольства представляє також Бюро Делегата німецької економіки.

### Фінансове та технічне співробітництво
Німеччина надала підтримку процесу реформ в економіці України у рамках своєї програми «Трансформ» (1993 — 2004 рр.: 115 млн євро). У березні 2008 року відбулося підписання Угоди про фінансове співробітництво на основі асигнувань 2006 року (обсяги фінансування: 185 млн євро)

### Співпраця у сфері культури
Невдовзі після підписання німецько-української угоди про культурний обмін (1993 рік) у Києві було відкрито Ґете-Інститут, який став центром сприяння вивчення німецької мови та культури в Україні. Зацікавлені особи можуть підвищити рівень своєї освіченості в 11 інших центрах вивчення німецької мови та 4 читальних залах Ґете-Інституту в Україні.

### Науково-технічне співробітництво
Науково-технологічне співробітництво між Україною і Німеччиною здійснюється на основі Спільної Заяви Державного комітету України з питань науки і технологій та Федерального міністерства наукових досліджень і технологій Німеччини про науково-технічні відносини від 10 червня 1993 року, яка має статус міжвідомчої угоди. В рамках цієї Заяви на першому спільному засіданні, яке відбулось в 1997 році в Бонні, була створена українсько-німецька Робоча група з науково-технічного співробітництва. В ході спільних засідань, що відбуваються раз на 2 роки почергово в Україні і Німеччині, обговорюються питання щодо стану та шляхів розвитку двостороннього співробітництва. Починаючи з 1997 року відбулось десять засідань Робочої групи. За цей період за підтримки української та німецької сторони  здійснювалось біля 160 українсько-німецьких науково-дослідних проектів. За результатами останнього конкурсу було реалізовано 12 спільних проектів.
У 1998 році в Києві було відкрито офіс Німецької служби академічних обмінів (DAAD) та укладено угоду про співробітництво між вищими навчальними закладами. Нині в німецьких університетах навчаються приблизно 4000 українців, а в українських університетах працюють 13 викладачів з Німеччини.

### Культурно-гуманітарне співробітництво
Основу договірно-правової бази співробітництва у сфері культури складає міжурядова Угода про співробітництво у галузі культури від 15 лютого 1993 р.
У сфері молодіжної політики та освіти діють такі угоди: Угода про співробітництво у сфері молодіжної політики від 26 серпня 1993 р. між Міністерством України у справах сім'ї та молоді та Федеральним міністерством у справах сім'ї, жінок та дітей Федеративної Республіки Німеччина, а також міжурядова Угода про направлення німецьких викладачів у навчальні заклади України 1997 р..
Для сприяння вивченню німецької мови в Україні згідно з останньою угодою вчителі-мовники з Німеччини активно залучаються для викладання німецької мови в українських школах, за 20 років дії угоди понад 1000 учнів отримали Німецький мовний диплом.
Широкомасштабними проектами у галузі культури стали Дні культури України в ФРН у 2000 р., Німеччини в Україні у 2003 р. та у 2008 рр., а також Тиждень української культури в Баварії (м. Мюнхен) у червні 2008 р., та Тиждень української культури в Європа-парку (м. Руст. Баден-Вюртемберг) у жовтні 2008 р., Фестиваль українського кіно у землі Північний Рейн-Вестфалія, березень 2009, Фестиваль українського кіно в Баварії (вересень 2009 р.), Вечори української поезії у Берліні, червень 2009 р., перший український фестиваль у Берліні «Українале 2009» (липень 2009 р.) 10-й Берлінський Міжнародний літературний фестиваль з акцентом на Україну (вересень 2010 р.), 15-й «Українікум» на базі Університету Грайфсвальд та Наукового коледжу Крупп (серпень 2010).

### Монографії. Статті
- German-Ukrainian Relations in Historical Perspective. ed. by Torke, H., Himka, P. Edmonton & Toronto, 1994.
- Mateleshko Y. Non-Governmental Institutions as Actors of German ‘Soft Power’ in Ukraine (1992–2022). Eminak: Scientific Quarterly Journal. 2023. No. 1(41). P. 216–233. DOI: https://doi.org/10.33782/eminak2023.1(41).631
- Remer, C. Die Ukraine im Blickfeld deutscher Interessen. Ende des 19. Jahrhunderts bis 1917/18. Frankfurt am Main, 1997.
- Кривець, Н. В. Українсько-німецькі відносини: політика, дипломатія, економіка, 1918—1933 рр.. Київ: Інститут історії України НАН України, 2008.
- Кривонос, Р. А. Українсько-німецькі відносини: політичні аспекти (1989—2004 рр.). Вісник Київського славістичного університету. Київ, 2005. № 23, С. 56—73.
- Кривонос, Р. А.; Овсій, I.O. Українсько–німецькі відносини у 90–х роках ХХ століття. Людина і політика. Київ, 1999. № 4, С. 3—10.
- Кудряченко, А. І. Європейська політика Федеративної Республіки Німеччини‚ 1970—1991. Київ: Наукова думка‚ 1995.
- Кудряченко, А. І.; Грабарчук, Г. О. Україна й Німеччина — двосторонні відносини на початку 90–х років. Київ: Наукова думка‚ 1994.
- Українська наука у європейському контексті. Німецько-українські наукові зв'язки: збірник наукових праць. Тернопіль-Мюнхен: Астон, 2016.
- Яцишин, М. М. Українсько–німецькі культурні зв'язки кінця 80–х — у 90–ті роки ХХ століття. Луцьк: Вежа, 1999.

### Довідники
- Німецько-українські музичні зв'язки // Українська музична енциклопедія. Т. 4: [Н – О] / Гол. редкол. Г. Скрипник. — Київ : ІМФЕ НАНУ, 2016. — С. 264-276.